# Färöische Fußballmeisterschaft der Frauen 1999
Die Färöische Fußballmeisterschaft der Frauen 1999 wurde in der 1. Deild genannten ersten färöischen Liga ausgetragen und war insgesamt die 15. Saison. Sie startete am 30. April 1999 und endete am 2. Oktober 1999.
Aufsteiger VB Vágur kehrte nach vier Jahren in die höchste Spielklasse zurück. Meister wurde HB Tórshavn, die den Titel somit zum siebten Mal erringen konnten. Titelverteidiger B36 Tórshavn landete auf dem zweiten Platz. Absteigen mussten hingegen erstmals EB Eiði als Gründungsmitglied der 1. Deild sowie LÍF Leirvík nach vier Jahren Erstklassigkeit, welche sich beide vom Spielbetrieb zurückzogen.
Im Vergleich zur Vorsaison verbesserte sich die Torquote auf 5,58 pro Spiel, was den höchsten Schnitt seit Einführung der 1. Deild 1985 bedeutete. Den höchsten Sieg erzielte HB Tórshavn durch ein 9:1 im Heimspiel gegen VB Vágur am achten Spieltag, was zugleich neben dem 4:6 zwischen KÍ Klaksvík und B36 Tórshavn am 18. Spieltag das torreichste Spiel darstellte.

## Modus
Durch die Reduzierung auf sechs Mannschaften in der 1. Deild und nach dem Rückzug von EB Eiði und LÍF Leirvík spielte jedes Team an zwölf Spieltagen jeweils vier Mal gegen jedes andere. Die punktbeste Mannschaft zu Saisonende stand als Meister dieser Liga fest. Die Relegationsspiele wurden wieder abgeschafft.

## Saisonverlauf
HB Tórshavn blieb die ersten sieben Spiele ungeschlagen und setzte sich somit an die Spitze der Tabelle. Am 14. und 15. Spieltag gelangen sowohl bei der 2:3-Heimniederlage gegen B36 Tórshavn als auch bei der 3:4-Auswärtsniederlage gegen KÍ Klaksvík zum ersten Mal in der Saison keine Punktgewinne, die Tabellenführung konnte dennoch behauptet werden. Die Entscheidung um die Meisterschaft fiel am 18. Spieltag. HB Tórshavn gewann hierbei das Heimspiel mit 2:1 gegen den direkten Verfolger VB Vágur und konnte somit nicht mehr eingeholt werden.
Da sich EB Eiði und LÍF Leirvík vom Spielbetrieb zurückzogen, standen die Absteiger somit fest.

## Abschlusstabelle
| Pl. | Verein           | Sp. | S | U | N | Tore    | Diff. | Punkte |
| --- | ---------------- | --- | - | - | - | ------- | ----- | ------ |
| 1.  | HB Tórshavn (P)  | 12  | 7 | 3 | 2 | 042:190 | +23   | 24     |
| 2.  | B36 Tórshavn (M) | 12  | 5 | 2 | 5 | 034:260 | +8    | 17     |
| 3.  | VB Vágur (N)     | 12  | 4 | 3 | 5 | 028:390 | −11   | 15     |
| 4.  | KÍ Klaksvík      | 12  | 3 | 2 | 7 | 030:500 | −20   | 11     |
| 5.  | EB Eiði 1        | 0   | 0 | 0 | 0 | 000:000 | ±0    | 0      |
| 5.  | LÍF Leirvík 1    | 0   | 0 | 0 | 0 | 000:000 | ±0    | 0      |

| (N) | Aufsteiger       |
| (M) | Meister 2007     |
| (P) | Pokalsieger 2007 |

## Spiele und Ergebnisse
|              | B36    | B36    | EB     | EB     | HB     | HB     | KÍ     | KÍ     | LÍF    | LÍF    | VB     | VB     |
| ------------ | ------ | ------ | ------ | ------ | ------ | ------ | ------ | ------ | ------ | ------ | ------ | ------ |
| B36 Tórshavn |        |        | 0-:- 2 | 0-:- 2 | 0:1    | 3:3    | 7:2    | 1:2    | 0-:- 2 | 0-:- 2 | 1:2    | 6:0    |
| EB Eiði      | 0-:- 2 | 0-:- 2 |        |        | 0-:- 2 | 0-:- 2 | 0-:- 2 | 0-:- 2 | 0-:- 2 | 0-:- 2 | 0-:- 2 | 0-:- 2 |
| HB Tórshavn  | 3:1    | 2:3    | 0-:- 2 | 0-:- 2 |        |        | 3:3    | 3:0    | 0-:- 2 | 0-:- 2 | 9:1    | 2:1    |
| KÍ Klaksvík  | 1:4    | 4:6    | 0-:- 2 | 0-:- 2 | 1:7    | 4:3    |        |        | 0-:- 2 | 0-:- 2 | 4:4    | 7:2    |
| LÍF Leirvík  | 0-:- 2 | 0-:- 2 | 0-:- 2 | 0-:- 2 | 0-:- 2 | 0-:- 2 | 0-:- 2 | 0-:- 2 |        |        | 0-:- 2 | 0-:- 2 |
| VB Vágur     | 4:0    | 2:2    | 0-:- 2 | 0-:- 2 | 0:0    | 2:6    | 7:1    | 3:1    | 0-:- 2 | 0-:- 2 |        |        |

## Torschützenliste
Bei gleicher Anzahl von Treffern sind die Spielerinnen nach dem Nachnamen alphabetisch geordnet.
| Platz | Spieler              | Mannschaft   | Tore |
| ----- | -------------------- | ------------ | ---- |
| 1     | Rakul N. Joensen     | B36 Tórshavn | 12   |
| 1     | Eyðfríð Kristiansen  | HB Tórshavn  | 12   |
| 3     | Eyðvør úr Dímun      | HB Tórshavn  | 10   |
| 3     | Sólvá Joensen        | B36 Tórshavn | 10   |
| 5     | Halltóra Joensen     | VB Vágur     | 09   |
| 6     | Rannvá B. Andreasen  | KÍ Klaksvík  | 08   |
| 6     | Rannvá Augustinussen | VB Vágur     | 08   |
| 8     | Malena Josephsen     | KÍ Klaksvík  | 07   |
| 9     | Annika Godtfred      | HB Tórshavn  | 05   |
| 9     | Vivian Unadóttir     | HB Tórshavn  | 05   |

## Spielstätten
| Mannschaft   | Stadion        | Spielort |
| ------------ | -------------- | -------- |
| B36 Tórshavn | Gundadalur     | Tórshavn |
| EB Eiði      | Á Mølini       | Eiði     |
| HB Tórshavn  | Gundadalur     | Tórshavn |
| KÍ Klaksvík  | Við Djúpumýrar | Klaksvík |
| LÍF Leirvík  | Uppi á Brekku  | Leirvík  |
| VB Vágur     | Á Eiðinum      | Vágur    |

## Schiedsrichter
Folgende Schiedsrichter, darunter auch einer aus Jugoslawien, leiteten die 24 Erstligaspiele:
| Name                   | Stammverein  | Spiele |
| ---------------------- | ------------ | ------ |
| Zoran Mancic           | VB Vágur     | 03     |
| Pætur Smith Clementsen | HB Tórshavn  | 02     |
| Jógvan Næs             | B36 Tórshavn | 02     |
| Hans Eivind Olsen      | AB Argir     | 02     |
| Petur Reinert          | LÍF Leirvík  | 02     |
| Jens Albert Simonsen   | MB Miðvágur  | 02     |

Weitere elf Schiedsrichter leiteten jeweils ein Spiel.

## Die Meistermannschaft
In Klammern sind die Anzahl der Einsätze sowie die dabei erzielten Tore genannt.
| 1. | HB Tórshavn |
|    | Eyðvør úr Dímun (12/10) \| Silja á Borg Færø (12/0) \| Annika Godtfred (12/5) \| Annika Hansen (10/0) \| Fríða Hansen (8/0) \| Ata Høgnadóttir (3/0) \| Sóley Holm Joensen (3/0) \| Maria Schantz Johnsson (12/3) \| Teresa S. Johnsson (3/2) \| Eyðfríð Kristiansen (12/12) \| Gunn Sloan Müller (11/2) \| Heidi Neshamar (11/0) \| Fríða Petersen (6/1) \| Liljan av Fløtum Petersen (11/0) \| Birna Thomassen (7/0) \| Eyðvør Thomsen (12/2) \| Vivian Unadóttir (9/5) |

## Nationaler Pokal
Im Landespokal gewann Meister HB Tórshavn mit 4:3 nach Verlängerung gegen KÍ Klaksvík und erreichte dadurch das Double.